# Exobasidium schinzianum
Exobasidium schinzianum ist eine Pilzart der Familie der Nacktbasidienverwandten (Exobasidiaceae) aus der Ordnung Ustilaginomycotina. Sie ist ein Endoparasit von Saxifraga rotundifolia. Symptome des Befalls durch den Pilz sind helle Flecken auf den Blättern der Wirtspflanze. Das Verbreitungsgebiet der Art umfasst ein kleines Areal in den schweizerischen Alpen.

## Merkmale

### Makroskopische Merkmale
Exobasidium schinzianum ist mit bloßem Auge nicht zu erkennen. Symptome des Befalls sind helle, bis zu 30 mm breite Flecken auf befallenen Blättern, bei denen kein verstärktes Wachstum festzustellen ist. Er ähnelt Exobasidium warmingii, der aber eine Hypertrophie auslöst, und auf anderen Steinbrech-Arten vorkommt.

### Mikroskopische Merkmale
Das Myzel von Exobasidium schinzianum wächst wie bei allen Nacktbasidien interzellulär und bildet Saugfäden, die in das Speichergewebe des Wirtes wachsen. Die zweisporigen, 30–60 × 3–6 µm großen Basidien sind an der Basis einfach septiert. Sie wachsen direkt aus der Wirtsepidermis. Die Sporen sind hyalin, zylindrisch, dünnwandig und 10–15 × 2–3 µm groß. Reif haben sie ein Septum. Die Konidien der Art sind 6–12 × 1 µm groß und zylindrisch bis fadenförmig.

## Verbreitung
Das bekannte Verbreitungsgebiet von Exobasidum schinzianum umfasst lediglich die schweizerischen Alpen, ist aber möglicherweise weiter verbreitet.

## Ökologie
Die Wirtspflanze von Exobasidium schinzianum ist Saxifraga rotundifolia. Der Pilz ernährt sich von den im Speichergewebe der Pflanzen vorhandenen Nährstoffen, seine Basidien brechen später durch die Blattoberfläche und setzen Sporen frei. Diese keimen, nachdem sie auf geeignetes Substrat gefallen sind, zu Konidien, aus denen sich dann neues Myzel entwickelt.